# Reuilly, Eure
Reuilly là một xã thuộc tỉnh Eure trong vùng Normandie miền bắc nước Pháp.